# Chi Thuốc lá
Chi Thuốc lá (danh pháp khoa học: Nicotiana) là một chi thực vật có hoa, bao gồm các loại cây thân thảo và cây bụi thuộc họ Cà (Solanaceae), bản địa khu vực châu Mỹ, Australia, tây nam châu Phi và nam Thái Bình Dương, nhưng ngày nay đã du nhập rộng khắp thế giới. Một số loài Nicotiana, nói chung được gọi là cây thuốc lá/thuốc lào, được gieo trồng làm cây cảnh nhưng loài cây thuốc lá (Nicotiana tabacum) thì được gieo trồng rộng khắp thế giới để sản xuất thuốc lá cũng như các sản phẩm khác từ cây thuốc lá.

## Phân loại

### Các loài
Khoảng hơn 70 loài được công nhận bao gồm
- Nicotiana acuminata (Graham) Hook. – thuốc lá nhiều hoa[5]
- Nicotiana africana Merxm.[5]
- Nicotiana alata Link & Otto – thuốc lá cánh, thuốc lá nhài, tanbaku (tiếng Ba Tư)[5]
- Nicotiana attenuata Torrey ex S. Watson – thuốc lá sói đồng cỏ[5]
- Nicotiana benthamiana Domin[5]
- Nicotiana clevelandii A. Gray[5]
- Nicotiana exigua H.-M. Wheeler[5]
- Nicotiana glauca Graham – thuốc lá cây, thuốc lá cây Brasil, thuốc lá bụi, cây mù tạc[5]
- Nicotiana langsdorffii Weinm.[5]
- Nicotiana longiflora Cav.[5]
- Nicotiana occidentalis H.-M. Wheeler[5]
- Nicotiana obtusifolia M. Martens & Galeotti – thuốc lá sa mạc, punche, "tabaquillo"[5]
- Nicotiana otophora Griseb.[5]
- Nicotiana quadrivalvis Pursh
- Nicotiana rustica L. – thuốc lào, thuốc lá Aztec, mapacho[5]
- Nicotiana suaveolens Lehm. – thuốc lá Australia[5]
- Nicotiana sylvestris Speg. & Comes – thuốc lá Nam Mỹ, thuốc lá đồng rừng[5]
- Nicotiana tabacum L. – thuốc lá, được trồng để sản xuất thuốc lá điếu hay thuốc lá nhai v.v..[5]
- Nicotiana tomentosiformis Goodsp.[5]

### Lai ghép nhân tạo
- Nicotiana × didepta = N. debneyi × N. tabacum[6]
- Nicotiana × digluta = N. glutinosa × N. tabacum[7]
- Nicotiana × sanderae Hort. ex Wats. = N. alata × N. forgetiana[6]

### Chuyển đi
- Petunia axillaris (Lam.) Britton et al. (đồng nghĩa: N. axillaris Lam.)[8]

### Từ nguyên
Từ nicotiana (cũng như nicotin) được đặt theo tên Jean Nicot, đại sứ Pháp tại Bồ Đào Nha, người vào năm 1559 đã gửi nó trong vai trò của một cây thuốc chữa bệnh tới triều đình Pháp dưới thời Catherine de' Medici.

## Sinh thái học

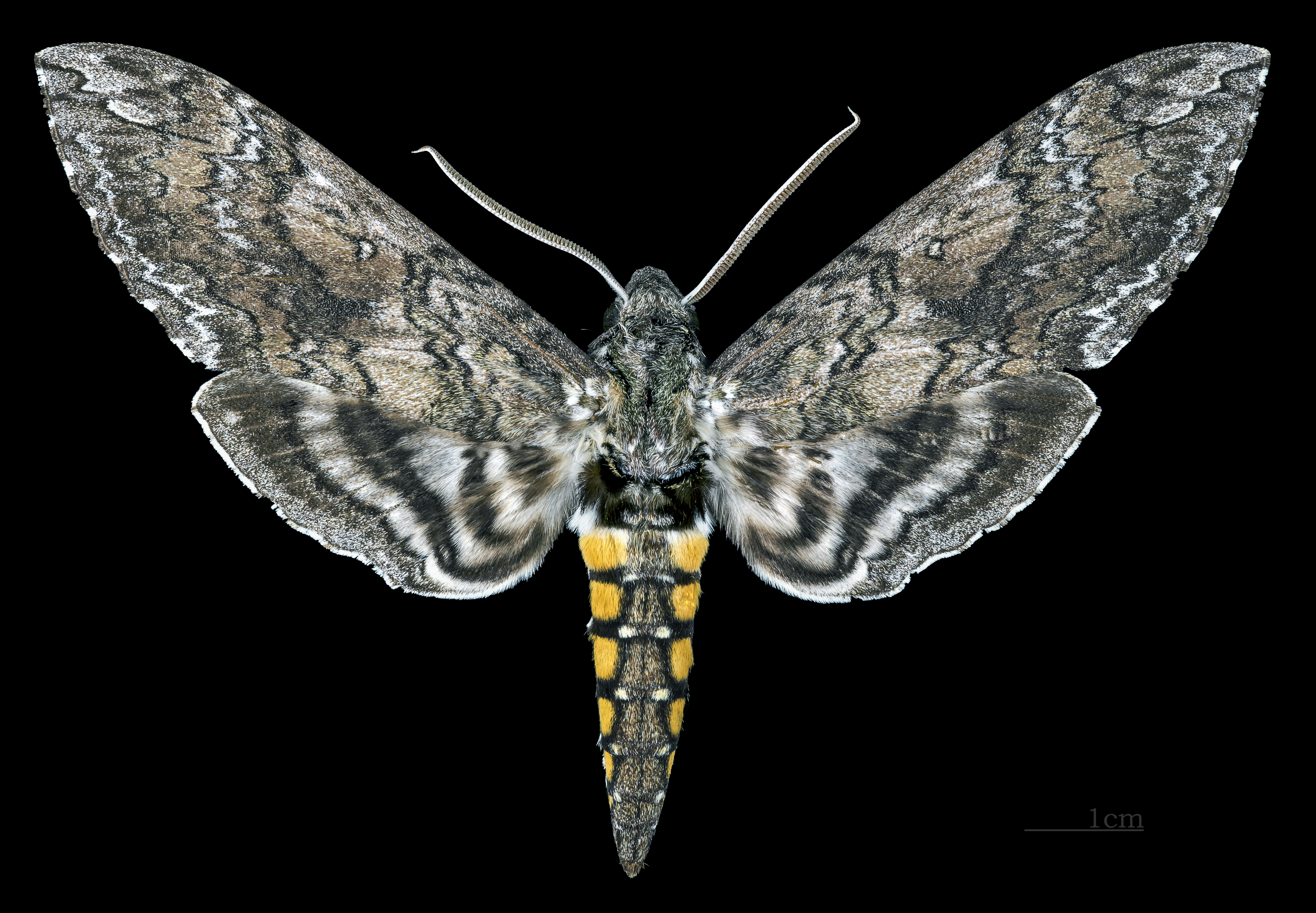
Bướm Manduca sexta cái.

Mặc dù chứa nhiều nicotin và/hoặc các hợp chất khác như germacren và anabasin hay các ancaloit khác như nhóm piperidin (tùy từng loài) để chống lại phần lớn các loài động vật ăn cỏ, nhưng một loạt các loài động vật đã tiến hóa để có thể ăn các loài Nicotiana mà không chịu thương tổn gì. Tuy nhiên, thuốc lá/thuốc lào là không ngon đối với nhiều loài động vật và vì thế một số loài thuốc lá (chủ yếu là thuốc lá cây, N. glauca) đã trở thành loài xâm hại ở một số khu vực.
Các loài Lepidoptera mà dạng sâu bướm của chúng ăn Nicotiana, chủ yếu từ họ Noctuidae và một số thuộc họ Sphingidae, bao gồm:
- Agrotis ipsilon
- Agrotis segetum
- Amphipyra tragopoginis
- Discestra trifolii
- Endoclita excrescens
- Manduca blackburni
- Manduca sexta
- Manduca quinquemaculata
- Mamestra brassicae
- Phlogophora meticulosa
- Xestia c-nigrum

## Gieo trồng
Vài loài Nicotiana, như N. sylvestris, N. alata hay N. langsdorffii được trồng làm cây cảnh, thường được gọi là cây thuốc lá hoa hay yên thảo. Chúng là những cây nở hoa buổi chiều với mùi thơm cuốn hút các loài Sphingidae cũng như các động vật thụ phấn khác. Trong khu vực ôn đới chúng là những cây một năm chịu lạnh cấp 9a-11.
Các giống cây trồng lai ghép như Domino Series và Lime Green đã từng giành giải Award of Garden Merit của Hiệp hội Làm vườn Hoàng gia Anh (Royal Horticultural Society).
Các giống cây trồng trong vườn có nguồn gốc từ N. alata (như các loạt Niki và Saratoga) và gần đây hơn là từ Nicotiana x sanderae (như các loạt Perfume và Domino).

## Thư viện ảnh

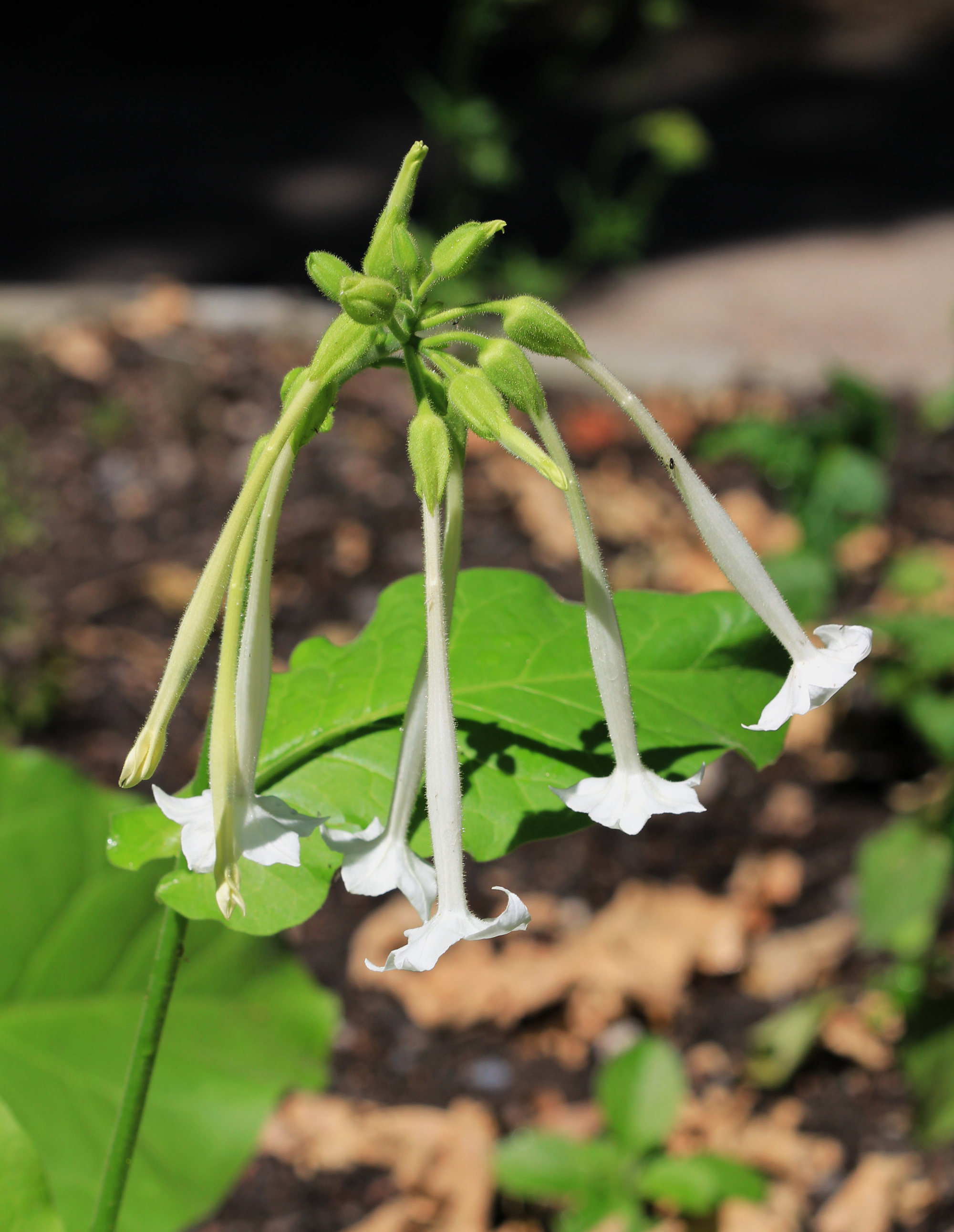
Nicotiana sylvestris.
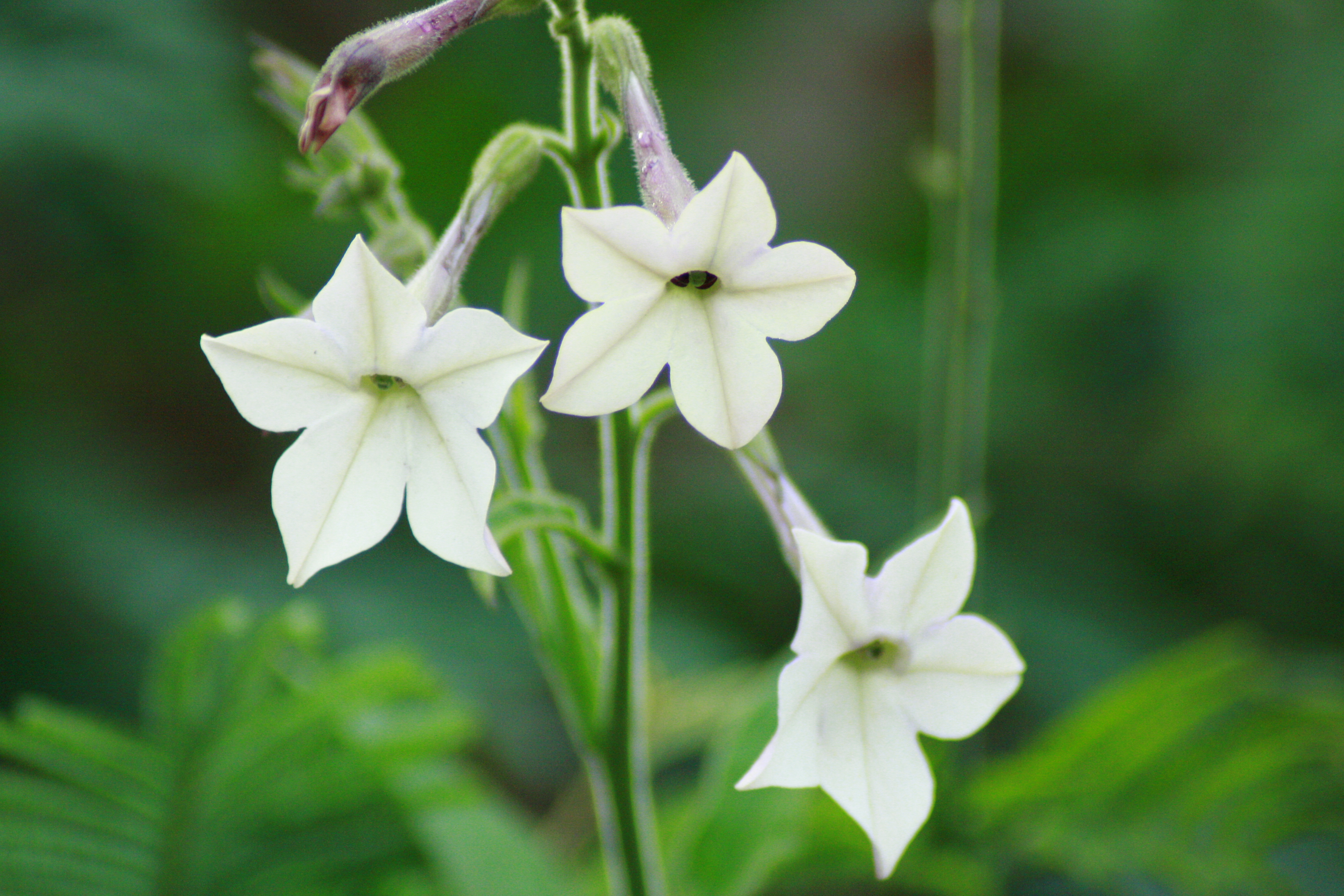
Nicotiana alata.
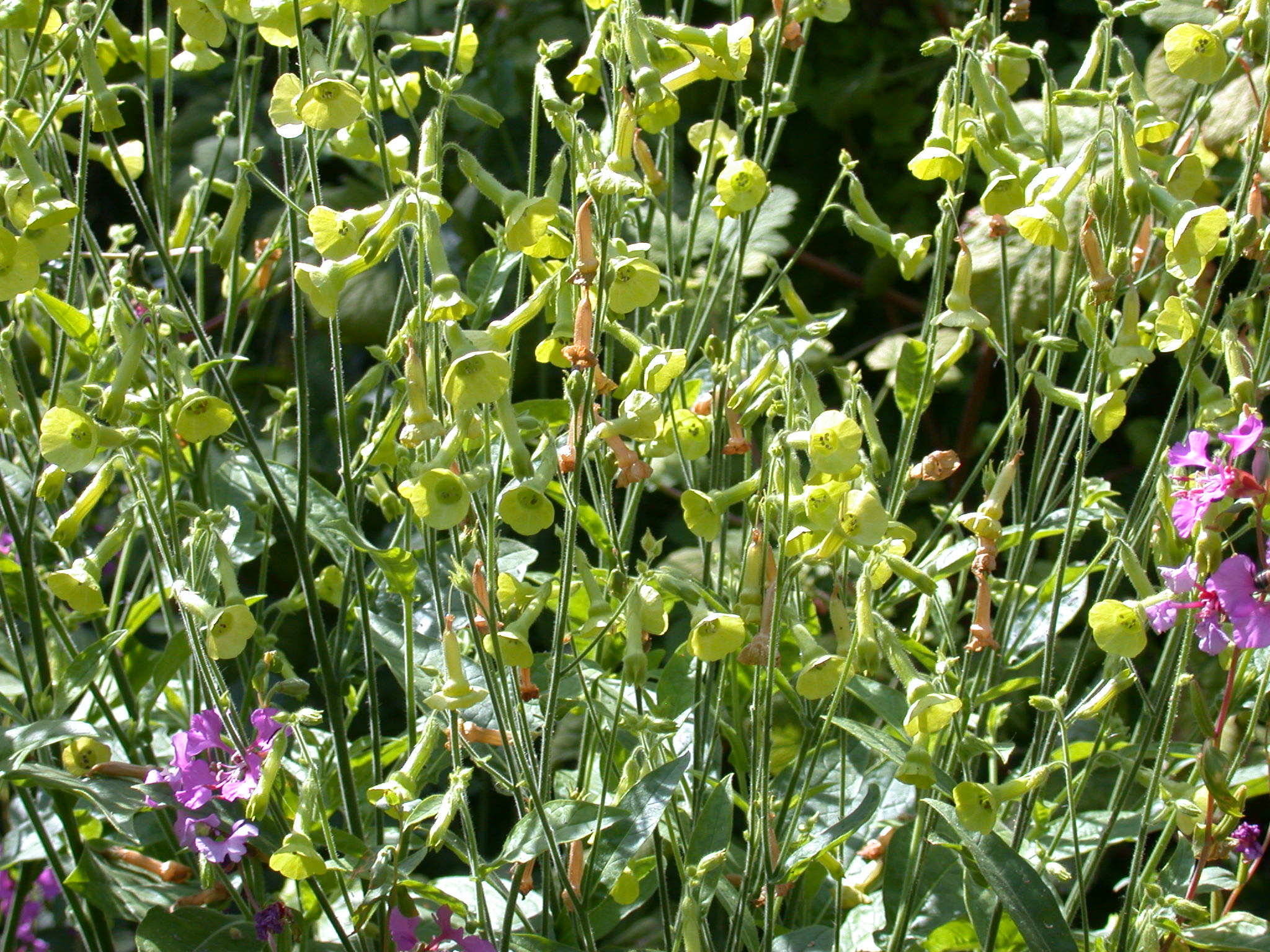
Nicotiana langsdorffii.
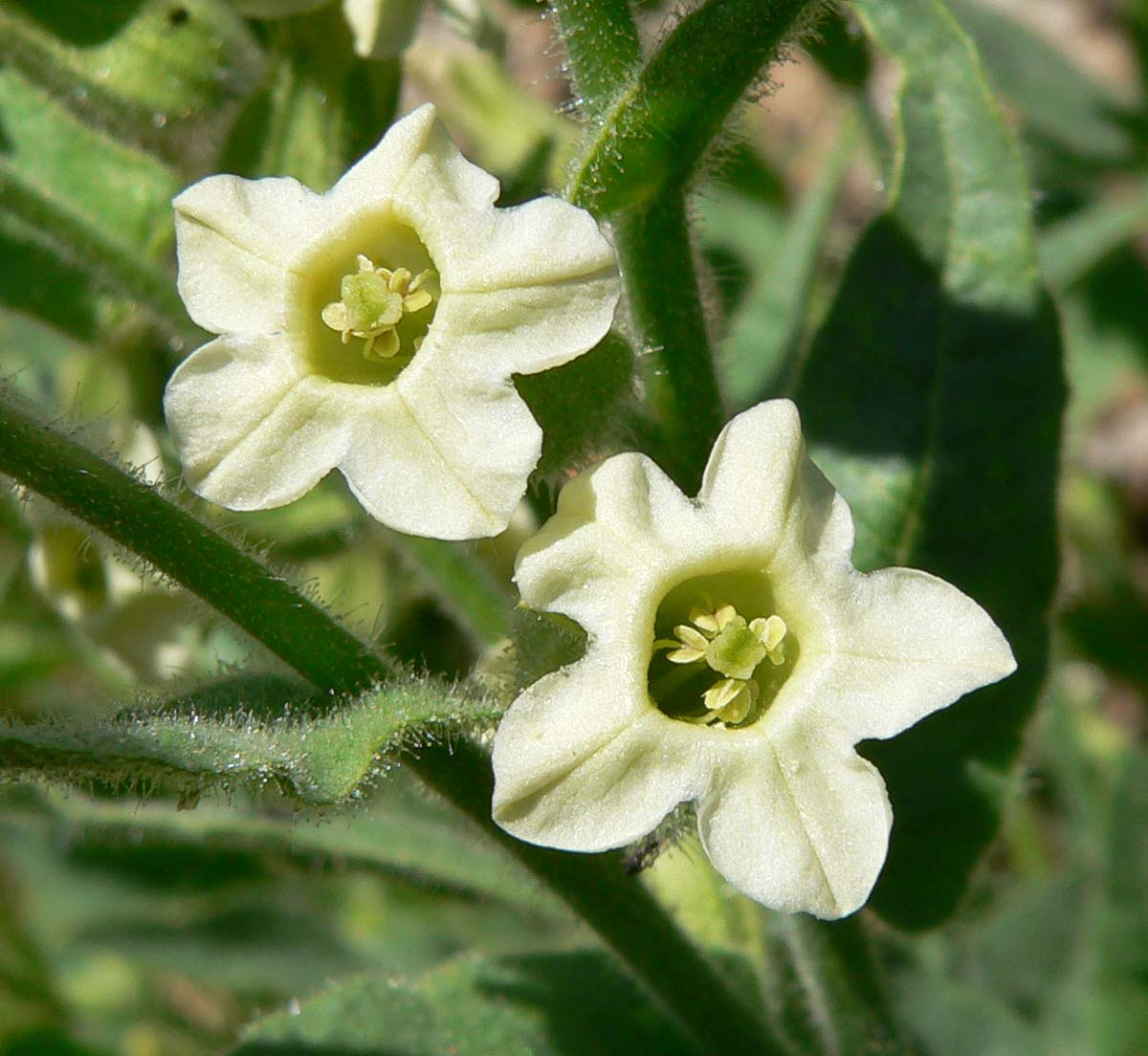
Nicotiana obtusifolia.
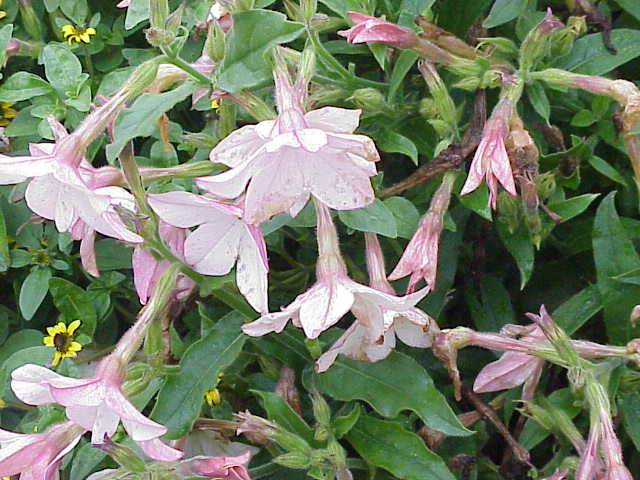
Giống cây cảnh Nicotiana × sanderae.